# Ландау (фамилия)
Ландау (вариации: Ланда, Ландо, Ландой, Ландауэр; ивр. לנדאו‎)— еврейская фамилия. Происходит от названия населённого пункта в Германии (Ландау-на-Изаре в Баварии или Ландау-ин-дер-Пфальц в земле Рейнланд-Пфальц). Существуют также другие варианты фамилии, образованной от названия города Ландау — Ланда и Ландауэр.
Согласно еврейской энциклопедии Брокгауза и Ефрона — одна из наиболее распространенных фамилий среди польских, немецких и русских евреев.
Первое документально зафиксированное упоминание носителя этой фамилии относится к концу XV века — её носил живший в Италии Яков Барух бен Иегуда Ландау, автор религиозного сочинения «Агур». В последующие века представителями этой фамилии были десятки видных раввинов, литераторов, учёных и т. д. Так, изданная в начале XX века «Jewish Encyclopedia» в статье «Landau» упоминает полтора десятка представителей этой фамилии.